# Rolf Rüttimann
Rolf Rüttimann (Zugo, 1957 – Fiume, 12 giugno 1983) è stato un pilota motociclistico svizzero.

## Carriera
Nacque nel Canton Zug, vicino a Zurigo. Nel 1982 conquistò il titolo nazionale nella classe 125 e fece due apparizioni sporadiche nel motomondiale.
Nel 1983, grazie all'aiuto del collega e amico Hans Müller, iniziò a partecipare continuativamente al mondiale.
La sua prima gara fu il Gran Premio di Francia, seconda prova in calendario e prima della classe 125, che si disputò il 3 aprile. Iscritto con una MBA, nelle qualifiche ottenne il 14º posto in griglia, tagliando il traguardo in 16ª posizione.
Al successivo Gran Premio delle Nazioni, terza prova del mondiale, ottenne il 27º posto in qualifica, non riuscendo però a concludere la corsa.
Al Gran Premio di Germania partì 19º ma fu costretto al ritiro.
Non riuscì a tagliare il traguardo nemmeno al Gran Premio di Spagna, dov'era partito 23º.
Al Gran Premio d'Austria, partito 22º ottenne la 23ª posizione.

### L'incidente fatale e le polemiche
Il 12 giugno si disputò il Gran Premio di Jugoslavia, 7ª prova del campionato. Al via Rüttimann partiva dalla 19ª posizione.
A tre giri dalla fine, nella chicane prima del rettilineo di arrivo, il pilota svizzero perse il controllo della propria moto. Caduto a terra, ancora aggrappato alla propria MBA continuò a strisciare per una ventina di metri prima di impattare contro il guard rail che delimitava la pista. All'impatto la moto fu scagliata in aria, mentre Rüttimann rimase incastrato sotto al guard rail, con la testa stretta tra il terreno e le lamiere. Sebbene già ai primi soccorritori il pilota apparisse esanime, passarono 6 minuti prima che il pilota fosse portato alla clinica mobile del dottor Costa. In gravissime condizioni, Rüttimann fu trasportato in ambulanza all'ospedale di Fiume, dove morì qualche ora dopo.
Le polemiche sulle mancate misure di sicurezza in quel punto del circuito iniziarono quando il pilota era ancora in fin di vita. In particolare la questione verteva sulla mancata presenza delle classiche balle di paglia, che normalmente venivamo impiegate per rallentare eventuali cadute e proteggere i piloti dal contatto diretto con muri e guard rail. In un primo momento fu detto che erano stati i piloti stessi a chiedere lo spostamento delle balle di paglia da quel punto, ma tale versione fu smentita quasi immediatamente dal loro rappresentante, Mike Trimby. Al contrario, emerse che i piloti avevano chiesto maggiori protezioni proprio per quella zona, lasciata scoperta, dove tra il guard rail e il terreno c'era uno spazio di quasi 20 cm.

## Risultati
| 1982 | Classe | Moto |  |  |  |  |  |  |  |  |    |  |    |  |    |    | Punti | Pos. |
| ---- | ------ | ---- |  |  |  |  |  |  |  |  | -- |  | -- |  | -- | -- | ----- | ---- |
| 1982 | 125    | MBA  |  |  |  |  |  |  |  |  | 34 |  | 18 |  | NE | NE | 0     |      |

| 1983 | Classe | Moto |    |    |     |     |     |    |     |  |  |  |  |  |  |  | Punti | Pos. |
| ---- | ------ | ---- | -- | -- | --- | --- | --- | -- | --- |  |  |  |  |  |  |  | ----- | ---- |
| 1983 | 125    | MBA  | NE | 16 | Rit | Rit | Rit | 23 | Rit |  |  |  |  |  |  |  | 0     |      |

| Legenda | 1º posto        | 2º posto            | 3º posto            | A punti      | Senza punti        | Grassetto – Pole position Corsivo – Giro più veloce |
| Legenda | Gara non valida | Non qual./Non part. | Ritirato/Non class. | Squalificato | '-' Dato non disp. | Grassetto – Pole position Corsivo – Giro più veloce |